# Two O'Clock Courage
Two O'Clock Courage är en amerikansk långfilm från 1945 i regi av Anthony Mann, med Tom Conway, Ann Rutherford, Richard Lane och Lester Matthews i rollerna. Filmen bygger på Gelett Burgess roman Two O'Clock Courage, som tidigare hade filmatiserats som Two in the Dark (1936).

## Handling
Taxichauffören Patty Mitchell (Ann Rutherford) kör nästan över en man. Det visar sig att han tappat minnet. När pusselbitarna börjar falla på plats inser de båda att mannen är efterlyst för mord.

## Rollista
| Tom Conway      | – Ted 'Step' Allison |
| Ann Rutherford  | – Patty Mitchell     |
| Richard Lane    | – Al Haley           |
| Lester Matthews | – Mark Evans         |
| Roland Drew     | – Steve Maitland     |
| Emory Parnell   | – Insp. Bill Brenner |
| Jane Greer      | – Helen Carter       |
| Jean Brooks     | – Barbara Borden     |

## Produktion
Filmen var både Jane Greers filmdebut och Anthony Manns första film för RKO Pictures.

## Mottagande
Filmen är en konstig blandning av film noir och komedi och mottogs inte väl; recensenten för New York Times, Bosley Crowther, beskrev filmen som "second rate cinematic fun".